# Lepus yarkandensis
Lepus yarkandensis là một loài động vật có vú trong họ Leporidae, bộ Thỏ. Loài này được Günther mô tả năm 1875.